# Wilton Castle (Redcar and Cleveland)

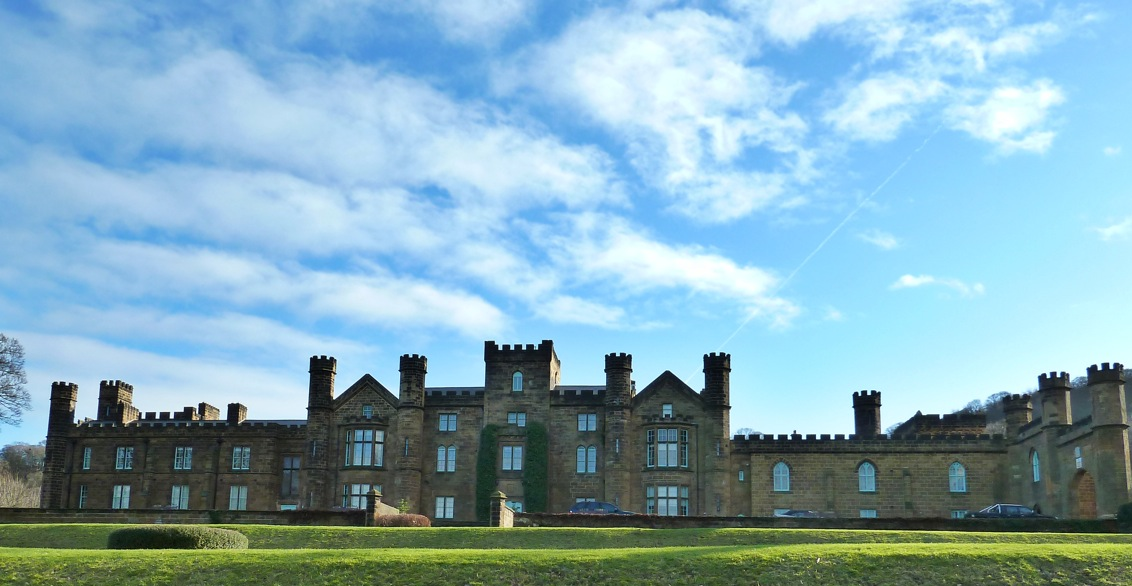
Wilton Castle

Wilton Castle ist ein Herrenhaus, das Anfang des 19. Jahrhunderts auf dem Anwesen einer mittelalterlichen Burg im Dorf Wilton in der englischen Verwaltungseinheit Redcar and Cleveland gebaut wurde. Im 21. Jahrhundert wurde das Haus in eine Reihe von Luxusappartements umgewandelt. Wilton Castle wurde von English Heritage als historisches Gebäude II. Grades gelistet.

## Geschichte
Zu Zeiten des Domesday Book ist dokumentiert, dass das Anwesen in Besitz von Nigel für Robert, Earl of Morton war. John de Bulmer und die Familie Bulmer wurden Grundherren von Wilton, aber erst Ende des 11. Jahrhunderts bauten sie ein hölzernes Herrenhaus auf ihrem Land. 1170 erhielt Sir Ralph de Bulmer eine königliche Charta, die seinen Besitz bestätigte.
König Johann Ohneland gewährte William de Bulmer 1210 eine Erlaubnis, sein Herrenhaus zu befestigen (engl.: Licence to crenellate). Dies bedeutete, dass das Haus in Stein gebaut werden durfte, und markiert damit die Anfänge der ersten Burg als befestigte Residenz. 1330 erhielt Sir Ralph de Bulmer eine Charta seines Fronhofes von König Eduard III., die erneut das Eigentum an dem Anwesen bestätigte. Sir Ralph ließ weitere Änderung an dem Gebäude ausführen und erhielt von König Edurard III. ebenfalls eine Erlaubnis, das Herrenhaus zu befestigen, was den Umbau zur Burg ermöglichte.
Alle Ländereien einschließlich des Anwesens von Wilton waren an die Krone verwirkt, als Sir John Bulmer und seine Gattin am 25. Mai 1537 wegen Hochverrates nach der Suprematsakte von 1534 verurteilt und hingerichtet wurden, weil sie an der Pilgrimage of Grace aus Protest gegen den Austritt König Heinrichs VIII. aus der katholischen Kirche teilgenommen hatten. Die Grundherrschaft  wurde 1547 von König Eduard VI. an ihren Neffen, Ralph de Bulmer (gest. 1558) zurückgegeben.
1558 gab Königin Maria I. das Anwesen Sir Thomas Cornwallis zu Lehen und es fiel 1698 über seinen Sohn und seinen Enkel an seinen Urenkel Lord Charles Cornwallis. Lord Cornwallis verkaufte das Anwesen Anfang der 1700er-Jahre an Sir Stephen Fox. Sir Stephens Sohn aus zweiter Ehe wurde 1747 zum Earl of Ilchester ernannt und verkaufte das Anwesen im Jahr darauf.
Das Anwesen wurde von den Legaten eines Robert Lowther für Sir James Lowther (1736–1802) erworben, der 1757–1784 Parlamentsmitglied war. Sir James Lowther wurde 1784 zum ersten Earl of Lonsdale ernannt, aber mit seinem Tod 1802 wurde das Earldom gelöscht.

### Abriss und Wiederaufbau
Bis 1805 verfiel die Burg und war größtenteils eine Ruine. Das Anwesen wurde um 1806 von einem Vetter, Sir John Lowther (1759–1844) gekauft. Dieser ließ die Ruinen der mittelalterlichen Burg um 1807 abreißen und 1810 ein neues, imposantes Herrenhaus nach Plänen von Sir Robert Smirke auf dem Anwesen errichten. Der erste Bauabschnitt umfasste den zentralen Block, den Westflügel und einen kurzen Ostflügel. In einem zweiten Bauabschnitt wurde später ein achteckiger Turm an den Ostflügel angefügt. Der neugotische Bauplan beinhaltete eine Frontfassade mit 15 Jochen und einem vierstöckigen, zinnenbewehrten Turm in der Mitte, flankiert von zinnenbewehrten Giebeljochen mit Türmchen und Flügeln mit fünf Jochen und zwei Stockwerken. Lowther wurde 1824 zum Baronet erhoben.
Die Eisenindustrie wurde in Middlesbrough von Bolckow & Vaughan gegründet, nachdem 1850 zufällig Eisenerz in den Eston Hills entdeckt worden war. Das Land gehörte den Lowthers. Eine Fläche landwirtschaftlichen Grundes wurde für eine Jahresmiete von 17.700 Pfund an Bolckow & Vaugham verpachtet und diese Wendung finanzierte später die Renovierungsarbeiten.
Sir Charles Hugh Lowther, 3. Baronet, (1803–1894) erbte 1868 den Baronetstitel der Familie von seinem Bruder. Der gesamte Ostflügel mit dem achteckigen Turm wurde später wieder abgerissen und 1887 unter anderem durch einen Pavillon-Ballsaal ersetzt, was im Wesentlichen zum heute noch existierenden Gebäude führte. Bauernhäuser und Nebengebäude auf den Anwesen wurden ebenfalls abgerissen und in einem neuen Dorf Wilton außer Sicht des Herrenhauses wiederaufgebaut. Auch die Hauptstraße wurde weiter von der Frontfassade des Herrenhauses weg verlegt. Nach dem Tod des 3. Baronets 1894 fiel der Baronetstitel an den Enkel, aber das Anwesen von Wilton Castle an seinen jüngeren Sohn James Lowther (1840–1904).
James Lowther starb 1904 in Wilton und hinterließ das Herrenhaus seinen Neffen, Colonel George Lowther.

### Nach dem Krieg
Colonel Lowther verkaufte das Anwesen mit Wilton Castle, seinem privaten Wohnhaus 1945 an die Imperial Chemical Industries (ICI). 1946 zogen Angestellte des neuen Eigentümers in Wilton Castle ein, um den Umbau des Anwesens in eine Chemiefabrik zu planen. Das Anwesen wurde als ICI Wilton ausgelegt und das ganze Herrenhaus wurde in Büros umgewandelt, weil damals der Bau neuer Büros eingeschränkt war. In den Büros arbeiteten etliche Zeit lang bekannte Industrielle, wie Dr. Richard Beeching und Sir John Harvey Jones. Nachdem die Einschränkungen zum Bau von Büros aufgehoben worden waren, wurden die Angestellten in neue Büros in den Werken verlegt und 1969 gab es viele leere Büros im Herrenhaus, aber es gab dort auch immer noch Speise- und Schlafräume für Besucher sowie ein Kasino für das Personal. 1970 führte ICI interne Umschichtungen durch und beauftragte Trust House mit der Verwaltung der Gebäude.
Im Park wurde ein Golfplatz für die Angestellten von ICI angelegt und 1999 verkauft. Der Golfclub wurde von seinen Mitgliedern gekauft und 2001–2002 wurde Wilton Castle von der George Wimpey Ltd in 45 Luxusappartements und Einzelhäuser umgewandelt.

### Heutiger Zustand
Heute gibt es keine Spuren des Gebäudes von 1210 mehr, aber die Innenwände östlich des Eingangs sind besonders dick und man nimmt an, dass sie zum ursprünglichen Turm gehörten. 1952 listete English Heritage Wilton Castle als historisches Gebäude II. Grades. Wie Wilton Castle selbst sind auch die angrenzenden Stallungen, die Gartenmauer und die Außenmauer als historische Gebäude II. Grades gelistet.

## In Film und Fernsehen
Das Herrenhaus diente 1991 als Drehort für die BBC-Dramaserie Spender.